# Paso de San Francisco
El paso de San Francisco es un importante collado o paso montañoso en la cordillera de los Andes. Conecta los sectores centronorte de la República Argentina y República de Chile. El punto más elevado de este paso fronterizo se halla a una altitud de 4726 m s. n. m.

## Ubicación
El paso de San Francisco conecta por el este a la provincia argentina de Catamarca con la región chilena de Atacama por el oeste, siendo así uno de los nexos de unión entre el Norte Chico chileno y la Región del Noroeste Argentino.
La ruta nacional argentina RN 60, bien pavimentada y señalizada, asciende por el valle de Chaschuil encajonada en un profundo valle longitudinal delimitado por montañas que casi siempre superan los 5000 m s. n. m., al oeste de la ruta nacional 60 se encuentra la Salina de la Laguna Verde y la laguna Verde argentina. El acceso al extenso paso de San Francisco desde el lado argentino comienza propiamente en el puesto de gendarmería ubicado en «Las Grutas» en el centro de las llamadas Vegas de San Francisco, zona que como la palabra "vega" lo indica es un pequeño valle bastante húmedo y fértil, desde Las Grutas hasta la frontera Argentina-Chile existe un sinuoso recorrido de unos 45 km por regiones despobladas en donde las montañas se hacen cada vez más altas. El paso está situado del lado argentino en el Departamento Tinogasta en la provincia de Catamarca integrante de la Región del Noroeste Argentino.
Luego de cruzar la frontera, la calzada corresponde a la chilena ruta 31-CH. A poco del portal chileno del paso montañoso internacional, se encuentra la laguna Verde chilena y un desvío hace posible aproximarse al parque nacional Nevado Tres Cruces.

La parte más elevada del paso montañoso se encuentra flanqueada al norte por el Falso Azufre de 5906 m s. n. m., al sur por el volcán San Francisco que posee 6018 m s. n. m. Toda la zona en torno a este paso internacional está rodeada por impresionantes volcanes apagados y con sus cimas nevadas destacándose el Nevado Incahuasi con 6638 m s. n. m. y el Dos Conos, Nevado Ojos del Salado (6879 m s. n. m.), cerro Tres Cruces (6749 m s. n. m.) o El Muerto (6488 m s. n. m.) entre varios otros.
El paso es practicable la mayor parte del año aunque durante el invierno caen fuertes nevadas.
Históricamente este collado siempre ha tenido un rol protagónico, fue usado como vínculo entre los pueblos diaguitas de uno y otro lado de la cordillera de los Andes, en 1479 fue atravesado por el inca Túpac Yupanqui, y en 1536 fue atravesado por Diego de Almagro para pasar desde el Tucumán hacia Chile. No fue sino hasta el laudo de Buchanan de 1899 y el laudo de 1902 que no se definieron los límites argentino-chilenos en la zona del Paso de San Francisco. Hay refugios de trecho en trecho y la vida animal se hace notar (especialmente gráciles vicuñas). Es un paso alto pero no tiene zonas muy empinadas como por ejemplo si tiene el paso de Agua Negra. Este último además posee restricciones (no se puede visitar si no se hace migraciones) y es difícil conseguir combustible. Estos inconvenientes no existen en el paso de San Francisco.
Desde 2010, ha sido el paso fronterizo más utilizado por el recorrido del Rally Dakar en territorio sudamericano. El Paso Internacional San Francisco está a 198 km de Fiambalá, con un pavimento en excelentes condiciones. Esta ruta internacional es un paso natural, que fue utilizado por los aborígenes en siglos pasados, luego por los colonizadores en las corrientes que ingresaban por Chile.

## Clima
El clima del paso de San Francisco es marcadamente frío y riguroso, con abundante nevadas: 
- Temperatura extrema en verano: Temperatura máxima: 15 °C
- Temperatura mínima: 5 °C
- Temperatura extrema en invierno: Temperatura máxima: 7 °C bajo cero
- Temperatura mínima: 25 °C bajo cero.

## Galería

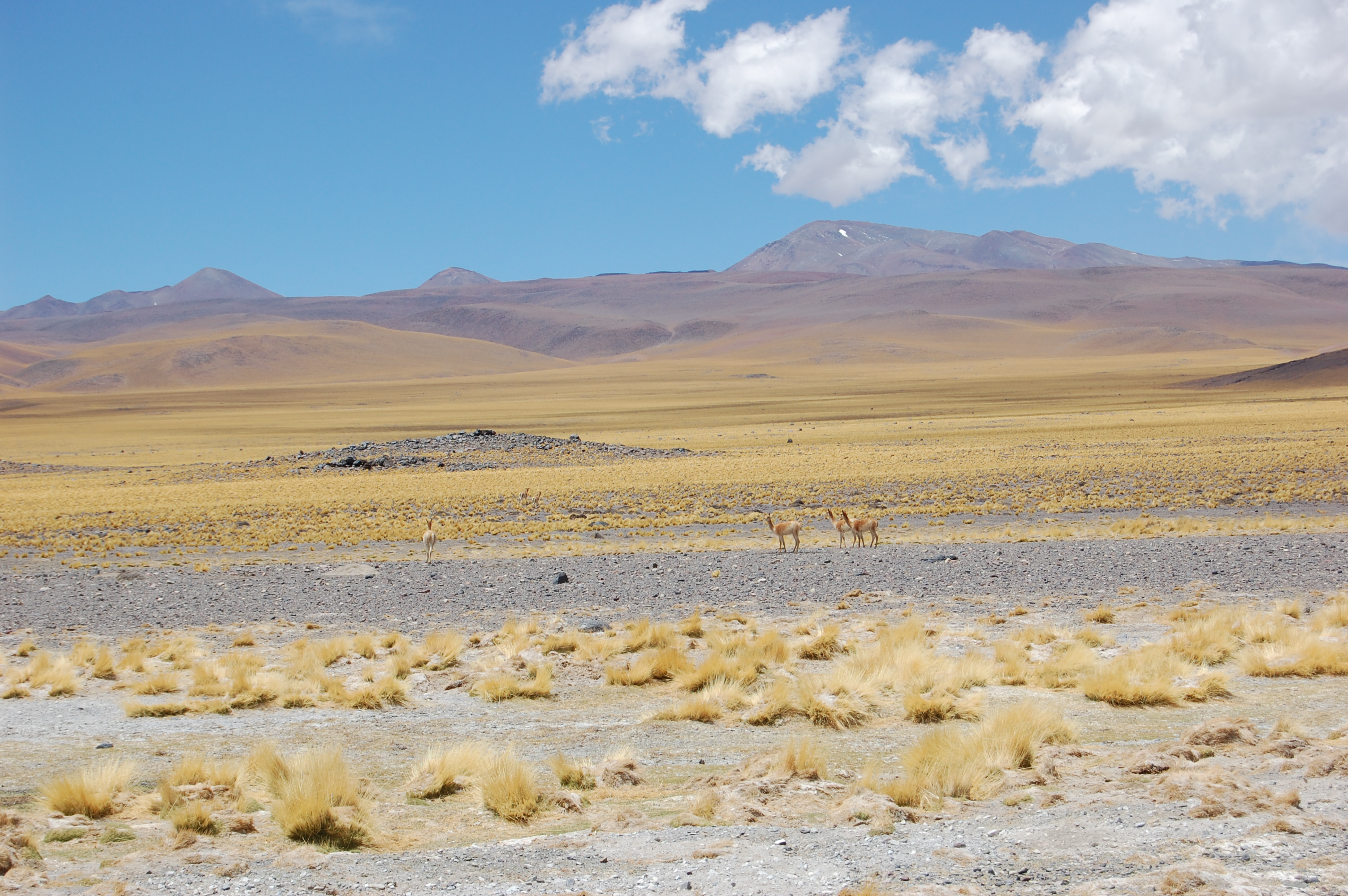
Ruta 60, desde Fiambalá al Paso San Francisco
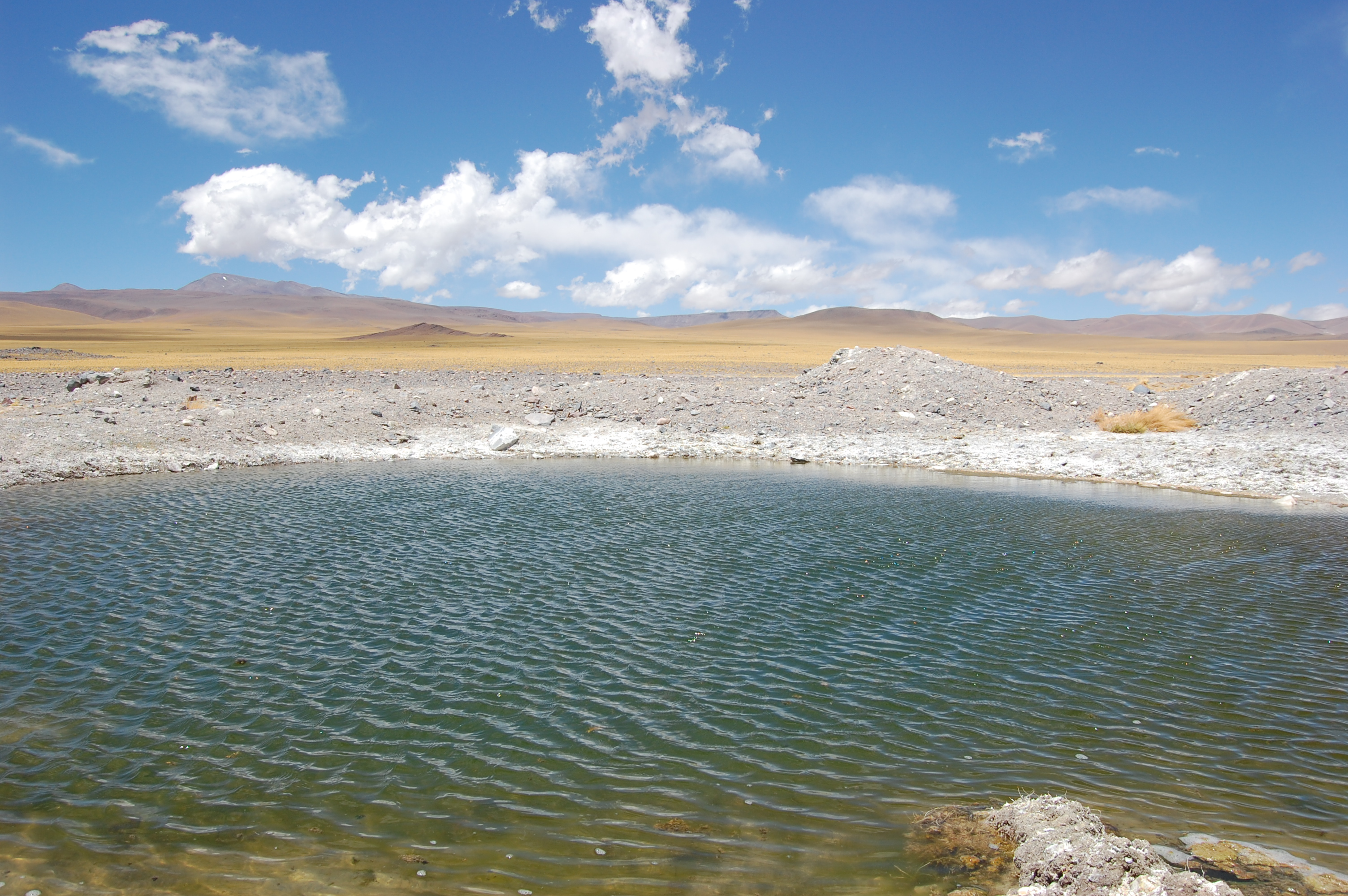
Cerca del Paso San Francisco, Catamarca
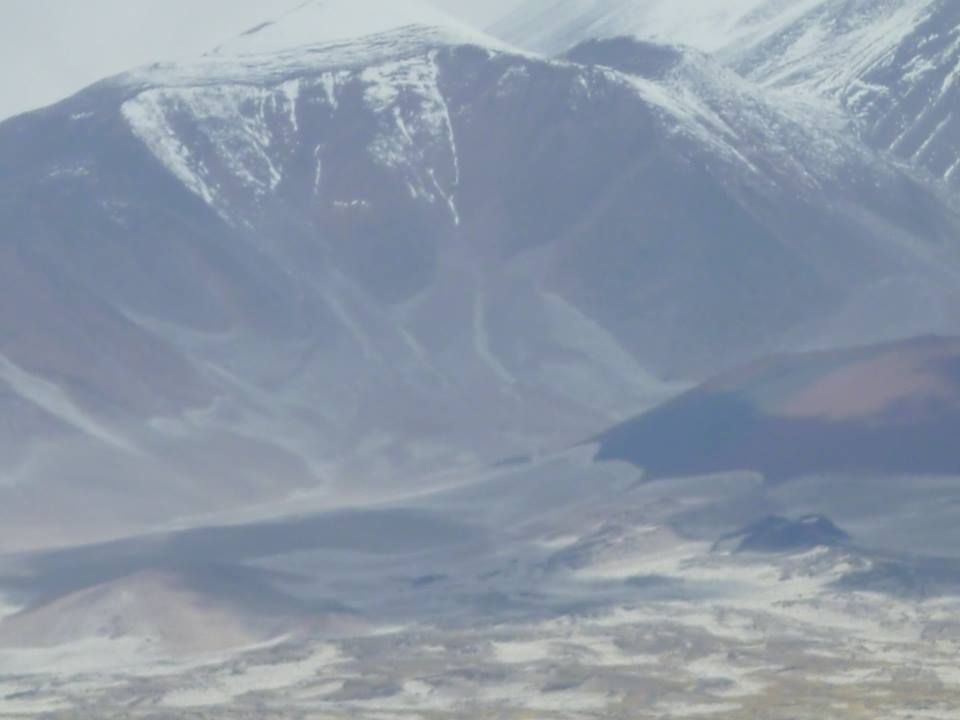
Paso  San Francisco Fiambala